# Jackson Kirwa Kiprono
Jackson Kirwa Kiprono (* 1986) ist ein kenianischer Langstreckenläufer, die sich auf Straßenläufe spezialisiert hat.
2007 wurde er Zweiter bei der Stramilano und beim Lille-Halbmarathon. Im Jahr darauf wurde er Sechster beim Paris-Halbmarathon und siegte beim Südtiroler Frühlings-Halbmarathon sowie bei den Deejay Ten. Bei seinem ersten Start über die Marathondistanz gewann er den Florenz-Marathon in 2:12:37 h, wobei diese Strecke wegen ihres Gefälles nicht bestenlistentauglich ist.
Jackson Kirwa Kiprono wird vom italienischen Trainer Gabriele Nicola  betreut.

## Persönliche Bestzeiten
- 3000 m: 7:54,83 min, 10. September 2005, Nuraminis
- 5000 m: 13:37,40 min, 26. Mai 2006, Conegliano
- 10.000 m: 28:26,8 min, 30. April 2006, Rieti
- 10-km-Straßenlauf: 27:50 min, 5. Oktober 2008, Mailand
- Halbmarathon: 1:00:52 h, 1. September 2007, Lille